# Calamita cosmica
La Calamita Cosmica è una scultura di Gino De Dominicis, realizzata nel 1988 e conservata nella ex chiesa della Santissima Trinità in Annunziata a Foligno (Umbria). 

## Storia
Realizzata segretamente attorno al 1988, l'opera fu presentata nel 1990 al Centro di arte contemporanea Magazin di Grenoble, in Francia.
Fu esposta nuovamente sei anni più tardi nel cortile della Reggia di Capodimonte a Napoli. Nel 2004 fu acquistata dalla Fondazione Cassa di Risparmio di Foligno ed esposta alla Reggia di Versailles a Parigi, al Lazzaretto di Ancona, in Piazza del Duomo a Milano, al MACS Grand-Hornu in Belgio, e al MAXXI di Roma, prima di essere collocata definitivamente nella navata centrale della ex chiesa della Santissima Trinità in Annunziata di Foligno, restaurata per tale scopo. Nel 2017 è stata esposta al Forte Belvedere di Firenze.

## Descrizione
L'opera è lunga 24 m e rappresenta un grande scheletro umano, preciso nell'anatomia, con l'aggiunta di un grosso naso (o becco d'uccello) posto sul volto.
Lo scheletro è steso sulla schiena e regge un'asta di ferro dorata in equilibrio sull'ultima falange del dito medio della mano destra. 
L'asta rappresenta la calamita che mette in contatto lo scheletro con il mondo cosmico.